# Société des amis du Louvre

Le Bain turc d'Ingres, donné en 1911 avec la contribution de Maurice Fenaille.

La Société des amis du Louvre est une association indépendante du musée du Louvre et reconnue d'utilité publique par le décret du 14 septembre 1898. Fondée en 1897, elle a pour but d'enrichir les collections du musée du Louvre et d'acquérir, pour lui en faire don, des objets ayant une valeur artistique, archéologique ou historique. 

## Historique

### Genèse et création
Au XIXe siècle, les collectionneurs qui accumulent jusque-là les œuvres d'art pour le statut social et leur enrichissement, veulent offrir leurs trésors au public. Ils deviennent des mécènes. De nombreux musées doivent leur existence et leur enrichissement à ces dons. 
Sous la IIIe République le « Musée national », propriété de la Nation est scindé en deux organismes : la réunion des musées nationaux sous l'administration de l’État et la Société des amis du Louvre, dévolue aux donations. Cette dernière est créée en 1897, à l'initiative d'hommes politiques et de hauts fonctionnaires de l'administration des beaux-arts. Raymond Koechlin en est le cofondateur et il est nommé secrétaire avec Alfred Bossy. 
Les fondateurs déplorent la modicité des moyens financiers dont dispose le musée du Louvre pour accroître ses collections, et sont conscients de la nécessité d'épauler la réunion des musées nationaux, créée deux ans auparavant, par une institution complémentaire. Ils pensent que l'appel à l'initiative privée peut pallier l'insuffisance des ressources apportées par l'État face à la concurrence étrangère, notamment celles de la National Gallery de Londres et de la Alte Nationalgalerie de Berlin, plus richement dotés que le Louvre. Dès les premières années d'activité, l'association se mobilise afin d'obtenir des « facilités et des privilèges » à ses sociétaires et pour accroître l'attractivité de l'adhésion. Un sujet qui perdure dans les sociétés des amis d'aujourd'hui.
En 1906, le président du Conseil des musées nationaux, le peintre Léon Bonnat, encourage les donateurs par ces mots : « Donner au musée du Louvre est une des formes les plus hautes et les plus intelligentes de la générosité, c'est un bienfait national et universel [...] Nous tendons la main sans rougir au nom de l'art et de la France. »

### Présidence de Raymond Koechlin
En 1911, à la mort d'Isaac de Camondo qui avait été proposé, Raymond Koechlin est élu président de l'association et entre au Conseil des musées nationaux. Il suscite de multiples dons. À cette époque, les achats des musées nationaux et les dons de la Société privilégient la peinture et le dessin français du XIXe siècle. Dans sa notice écrite à l'occasion du jubilé de la Société,[Raymond Koechlin constate avec satisfaction que l'association réunit près de 3 000 adhérents et qu'elle a dépensé un million pour le musée, assorti d'un nombre de dons d’œuvres important. Il est président jusqu'en 1930. 
Le 21 août 1911, La Joconde est volée au musée du Louvre. Raymond Koechlin et la Société des amis du Louvre sont déterminés à la retrouver. Il s'inspire de l'idée d'Henri Rochefort, membre de la Société, de proposer au voleur de lui racheter le tableau. L'association ne dispose pas de la somme de 25 000 francs proposée en échange d'une piste sérieuse. Elle publie dans la presse une souscription. Les donateurs affluent. Deux ans plus tard, Alfredo Geri, antiquaire à Florence en Italie, reconnaît le tableau. La Société ne dispose plus de la somme et doit relancer une deuxième souscription auprès de milliardaires et des sociétaires. La somme est réunie, elle est versée, la Joconde revient au Louvre.

### Présidences successives
Louis-Antoine Prat, historien de l'art et collectionneur, devient président de la Société en 2016. La politique d'acquisition telle que la présente le président Louis-Antoine Prat s'oriente vers des achats d'une œuvre, soit dans sa totalité, soit avec une part majoritaire afin que les donateurs puissent identifier les actions de l'association.
L'ancien ambassadeur de France aux États-Unis Gérard Araud est élu président de la Société le 12 juin 2024. 

## Présentation

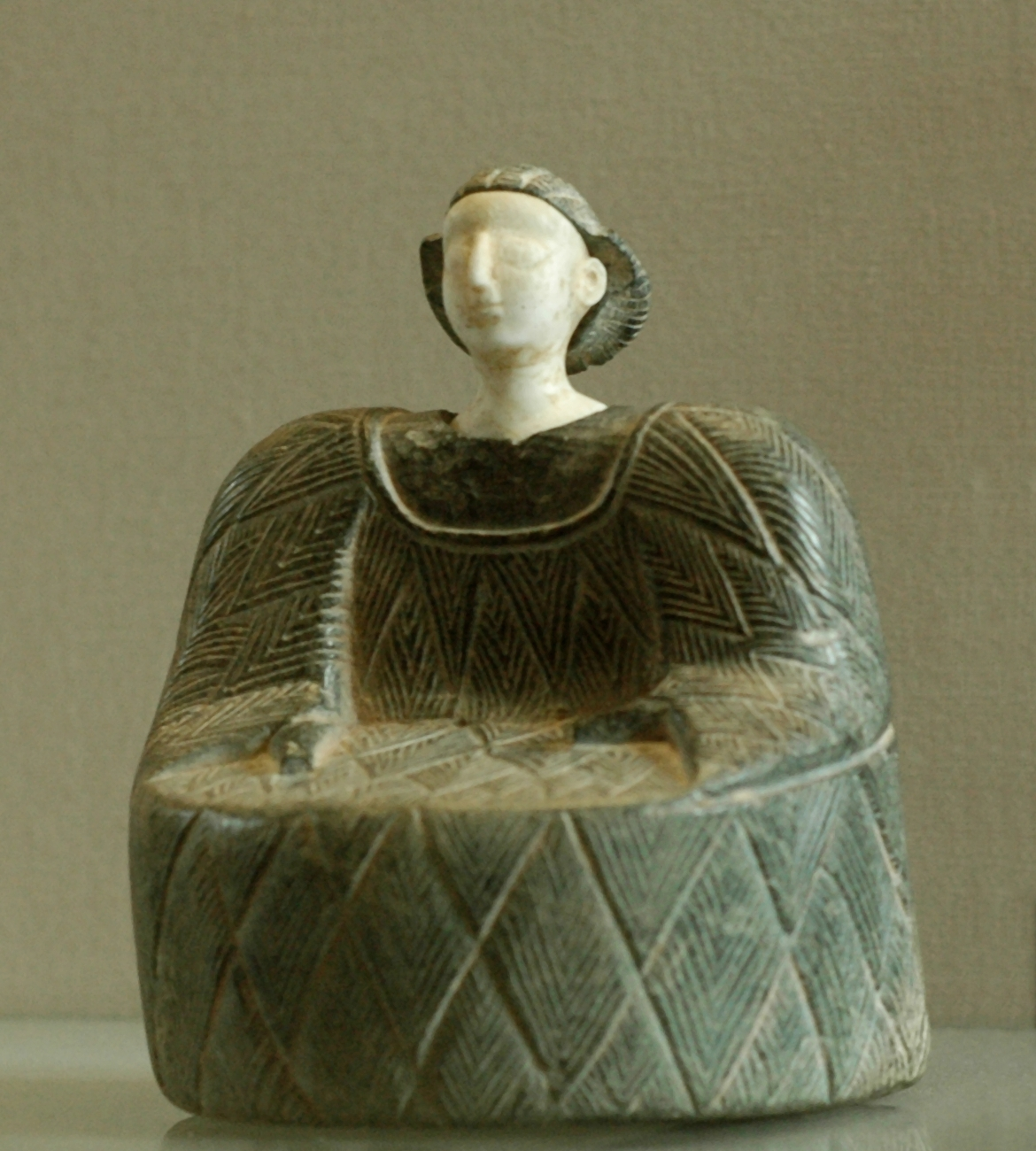
La Princesse de Bactriane (début du), donnée en 2003.

La Société des amis du Louvre compte aujourd'hui près de 60 000 membres dont les cotisations et les dons lui permettent de disposer chaque année d'un budget d'acquisition d'œuvres d'art de l'ordre de trois millions d'euros,,. En 2017, elle dispose d'un budget de 8,5 millions d'euros. L'association peut ainsi poursuivre ses acquisitions, sa mission d'origine, et s'ouvrir à différents publics. C'est le premier mécène privé du musée du Louvre. 
Ils peuvent entrer gratuitement au musée du Louvre, au musée Eugène-Delacroix et au musée du Louvre Abu Dhabi. 

### Les dons
Ses dons au musée du Louvre se montent à plus de 700 et beaucoup figurent en bonne place parmi les chefs-d'œuvre qui y sont conservés : la Pietà de Villeneuve-lès-Avignon attribué à Enguerrand Quarton, Le Bain turc d'Ingres, le diadème de l'impératrice Eugénie, etc. Les amis du Louvre participent également à l'achat d'œuvres comme l'Atelier du Peintre de Gustave Courbet (iconographie Musée du Louvre). Ceci met la société au premier rang des mécènes les plus généreux et les plus constants du musée du Louvre.

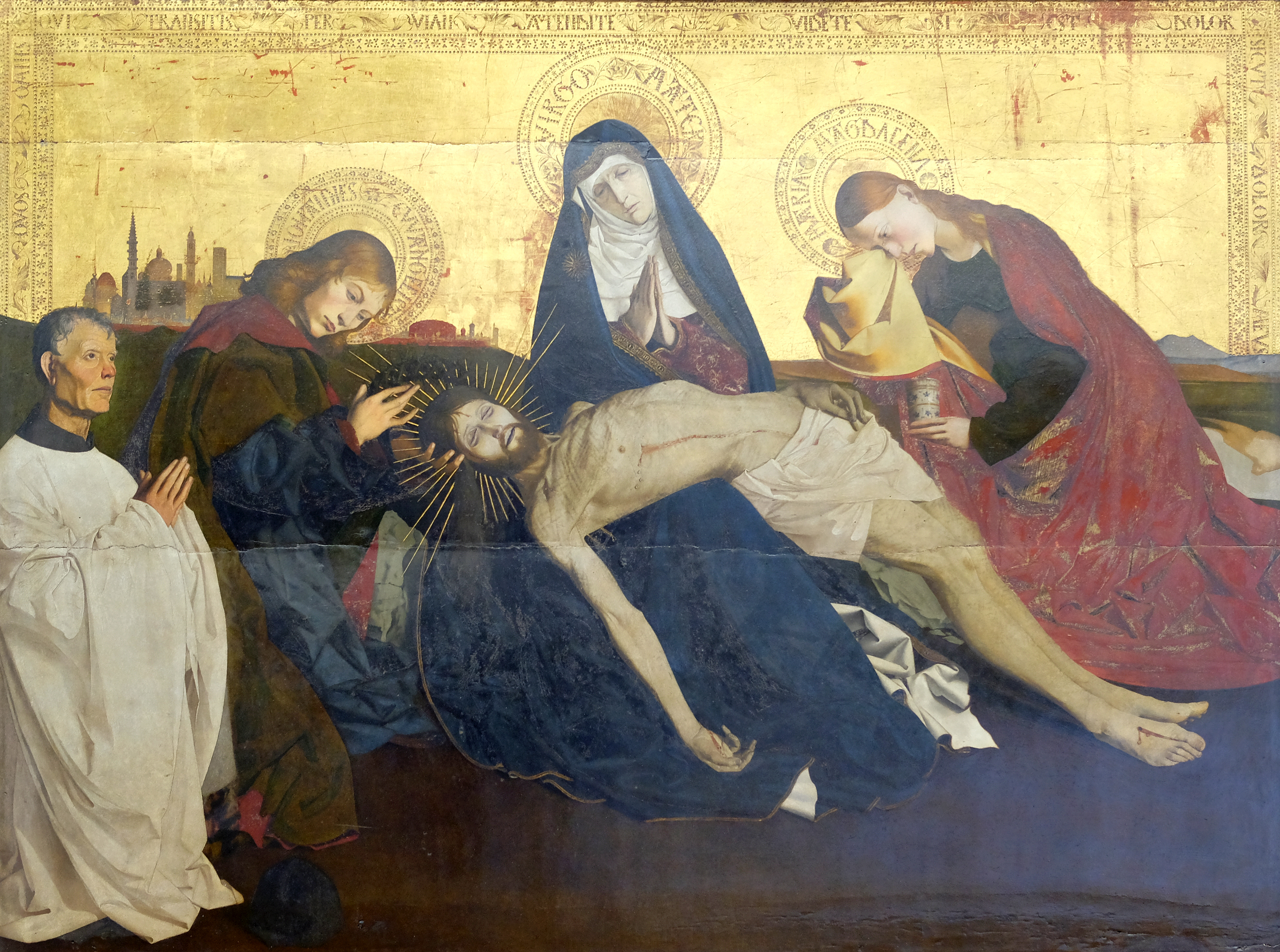
Pietà de Villeneuve-lès-Avignon Enguerrand Quarton Don, 1905
L'Atelier du peintre Gustave Courbet Achat du Louvre avec Les Amis du Louvre, 1919
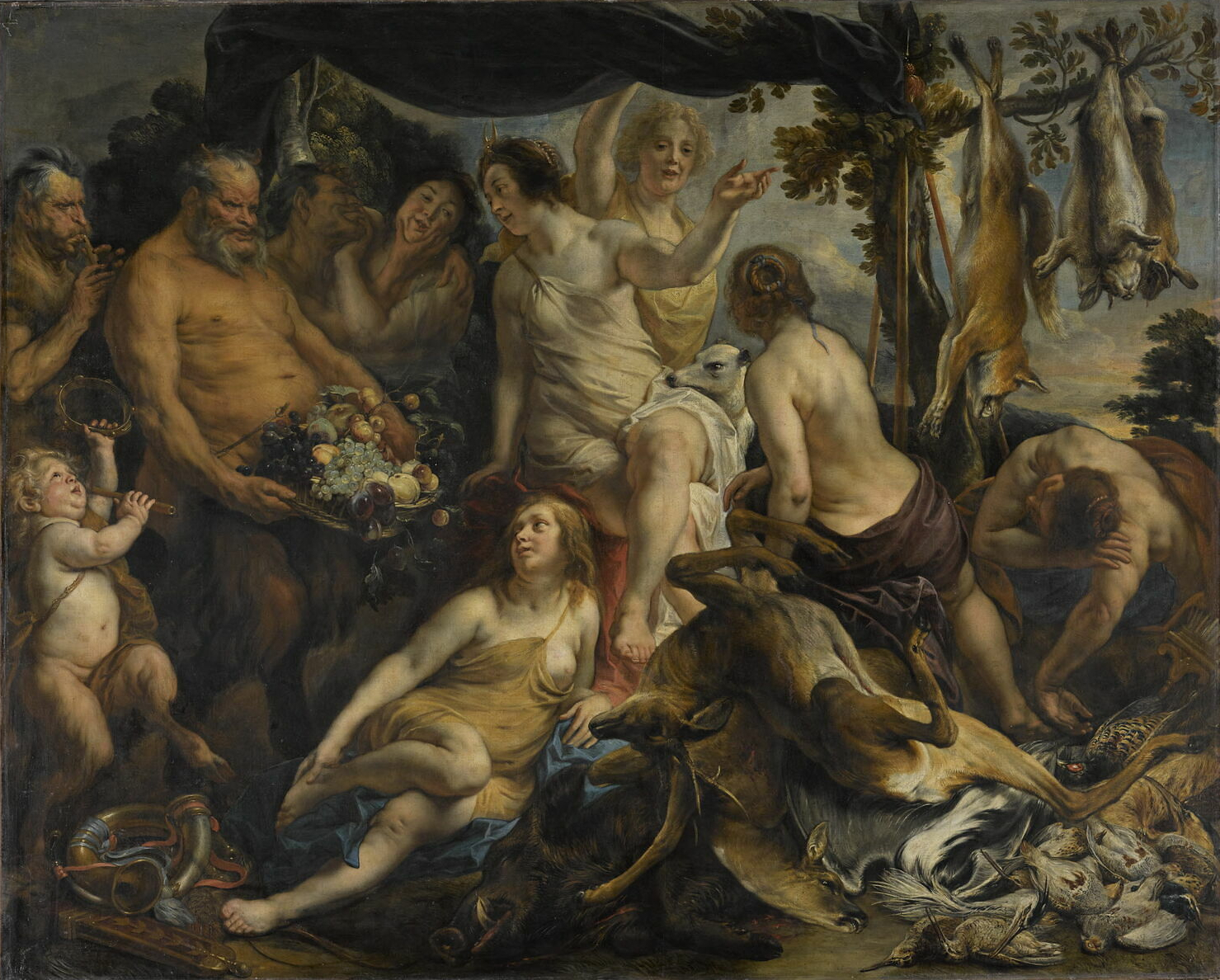
Le Repos de Diane chasseresse Jacob Jordaens Don, 1982
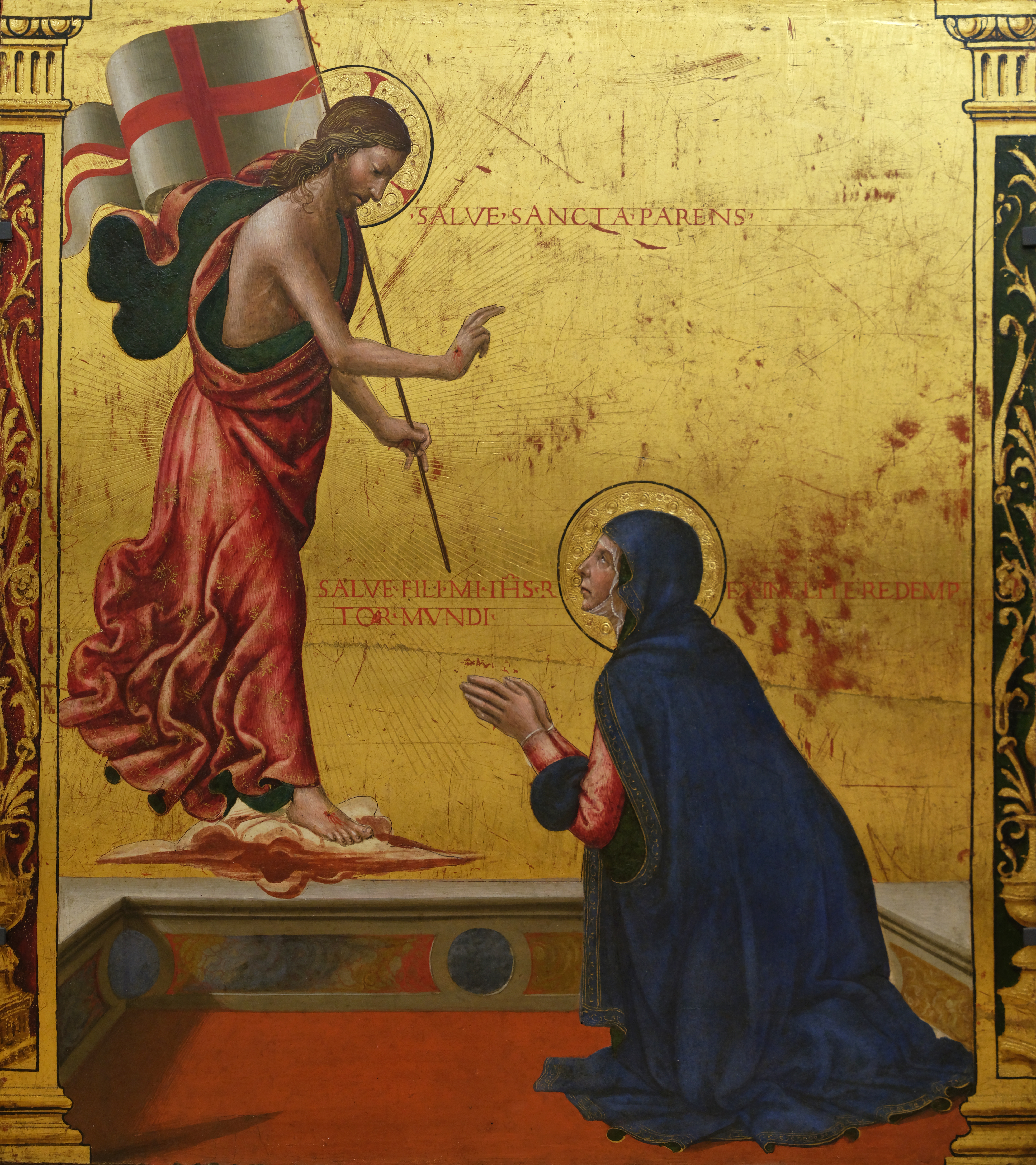
L'Apparition du Christ à la Vierge Domenico Ghirlandaio Don, 2019

Une partie des dons de la Société des amis du Louvre est actuellement conservée au musée Guimet et au musée d'Orsay du fait de la redistribution des œuvres d'art après la Seconde Guerre mondiale.
Les acquisitions de la Société des amis du Louvre sont présentées sur son site.

### Les actions particulières
En 1997, pour son centenaire, la Société des amis du Louvre réalise au musée l'exposition « Des mécènes par milliers », montrant près des 300 œuvres offertes au musée grâce à son mécénat collectif. En 2017, la Société fête ses 120 ans avec le soutien de la Fondation Singer-Polignac, dans la cour Marly du Louvre. Elle célèbre à cette occasion les acquisitions réalisées pendant les vingt ans de présidence de Marc Fumaroli,. 
La Société des amis du Louvre organise des souscriptions populaires qui associent les donateurs à une grande œuvre de conservation du patrimoine, comme les Trois grâces de Lucas Cranach l'Ancien, la Table de Teschnen ou le Livre d'heures de François 1er. Les fonds recueillis permettent également de restaurer des œuvres comme la Victoire de Samothrace en 2013,.

## Liste des dirigeants
| Identité                        | Période      | Période      | Durée  |
| Identité                        | Début        | Fin          | Durée  |
| ------------------------------- | ------------ | ------------ | ------ |
| Marc Fumaroli (1932 - 2020)     | 1989         | 27 juin 2016 | 27 ans |
| Louis-Antoine Prat (né en 1944) | 27 juin 2016 |              |        |
| Gérard Araud (né en 1953)       | 12 juin 2024 |              |        |